# Lægejordrøg
Lægejordrøg (Fumaria officinalis), også skrevet Læge-Jordrøg, er en 10-60 cm høj, blågrøn urt, der vokser som ukrudt i haver og på marker. Frøene passerer uskadt gennem drøvtyggernes mavetarmsystem, og derfor spredes de med dyremøg. Hele planten indeholder alkaloider, som har dæmpende virkning på menneskers nervesystem (sml. Opiumvalmue).

## Beskrivelse
Lægejordrøg er en spinkel, énårig plante med busket, opstigende vækstform. Stænglerne er tynde og skrøbelige, og de er glatte ligesom bladene. Bladene er modsatte og dobbelt (af og til også tredobbelt) fjersnitdelte. Bladranden er hel, og oversiden er blågrøn, mens undersiden er lyst grågrøn.
Blomstringen sker i maj-september, hvor man ser de rødnæsede, men i øvrigt lyserøde blomster sidde samlet ca. 25 styk sammen i løse klaser. De enkelte blomster er uregelmæssige med korte sporer. Frøene er nødder, som modner godt og spirer villigt.
Plantens rodnet er ret spinkelt, men trævlet og vel fordelt.
Højde x bredde og årlig tilvækst: 0,25 x 0,20 m (25 x 20 cm/år).

## Voksested
Arten er udbredt overalt på dyrket eller braklagt jord, hvor den findes sammen med andre ruderatplanter som f.eks. alm. brandbæger, enårig rapgræs, hyrdetaske, sort natskygge og svinemælde.

## Advarsel
Planten hedder lægejordrøg, fordi den har været brugt medicinsk. Indholdet af bedøvende stoffer blev givet til patienten ved af afbrænde planten under vedkommendes hoved (deraf navnet Jordrøg). Dette understreger, at planten er giftig, og at børn må holdes væk fra den.
| Portal | Portal:Botanik |